# Наставление по стрелковому делу
Наставление по стрелковому делу (НСД) — традиционное для Вооружённых сил Союза ССР и России название инструкции по основам стрельбы из стрелкового оружия, устройству, использованию и обслуживанию конкретных его образцов, издаваемой Министерством обороны.
Наставления являются официальным документом для обучения личного состава обращению с вооружением. Кроме собственно стрелкового оружия, издавались «Наставления по стрелковому делу» по ручным и станковым гранатомётам и ручным гранатам, то есть образцам, не относящимся к стрелковому оружию.

## Типичная структура Наставления
Наставления издаются для каждой модели вооружения в виде отдельной книги и в виде сборников по нескольким образцам. В наставления, изданные в виде сборников, включают общий раздел, где изложены основы внутренней и внешней баллистики и другие общие сведения, необходимые для огневой подготовки. Сборники, как правило, предназначены для вневойсковой подготовки.
Наставление по стрелковому делу по конкретному образцу стрелкового оружия обычно включает следующие части и главы (последовательность и названия могут отличаться):
- Устройство образца оружия, обращение с ним, уход и сбережение
  - Общие сведения
  - Разборка и сборка
  - Назначение и устройство частей и механизмов, принадлежностей и боеприпасов
  - Работа частей и механизмов
  - Задержки при стрельбе и способы их устранения
  - Уход за оружием, хранение и сбережение
  - Осмотр и подготовка к стрельбе
  - Приведение к нормальному бою
- Приемы и правила стрельбы
- Приложения (технические характеристики оружия и боеприпасов, баллистические таблицы, нормы расхода боеприпасов на поражение целей в различных условиях и пр.)

## Некоторые НСД
- Наставление по стрелковому делу. Основы стрельбы из стрелкового оружия. — М., Военное издательство Министерства обороны СССР, 1970
- Наставления по стрелковому делу. Издание 4-е, исправленное. — М., Военное издательство, 1987
- Наставление по стрелковому делу (НСД-38). Самозарядная винтовка обр. 1940 г. — М., Военное издательство НКО СССР, 1940
- Наставление по стрелковому делу. Ручной противотанковый гранатомет (РПГ-7 и РПГ-7Д). Издание 2-е, дополненное. — М., Военное издательство Министерства обороны СССР, 1971
- Наставление по стрелковому делу. Ручные гранаты. — М., Военное издательство Министерства обороны СССР, 1987